# Giedo van der Garde
Giedo van der Garde (Rhenen, 25 de abril de 1985) es un piloto neerlandés de automovilismo de velocidad. Fue campeón de Fórmula Renault 3.5 Series y de European Le Mans Series, y fue piloto de Fórmula 1 con Caterham en 2013 y con Sauber como reserva al año siguiente.

## Carrera

### Inicios

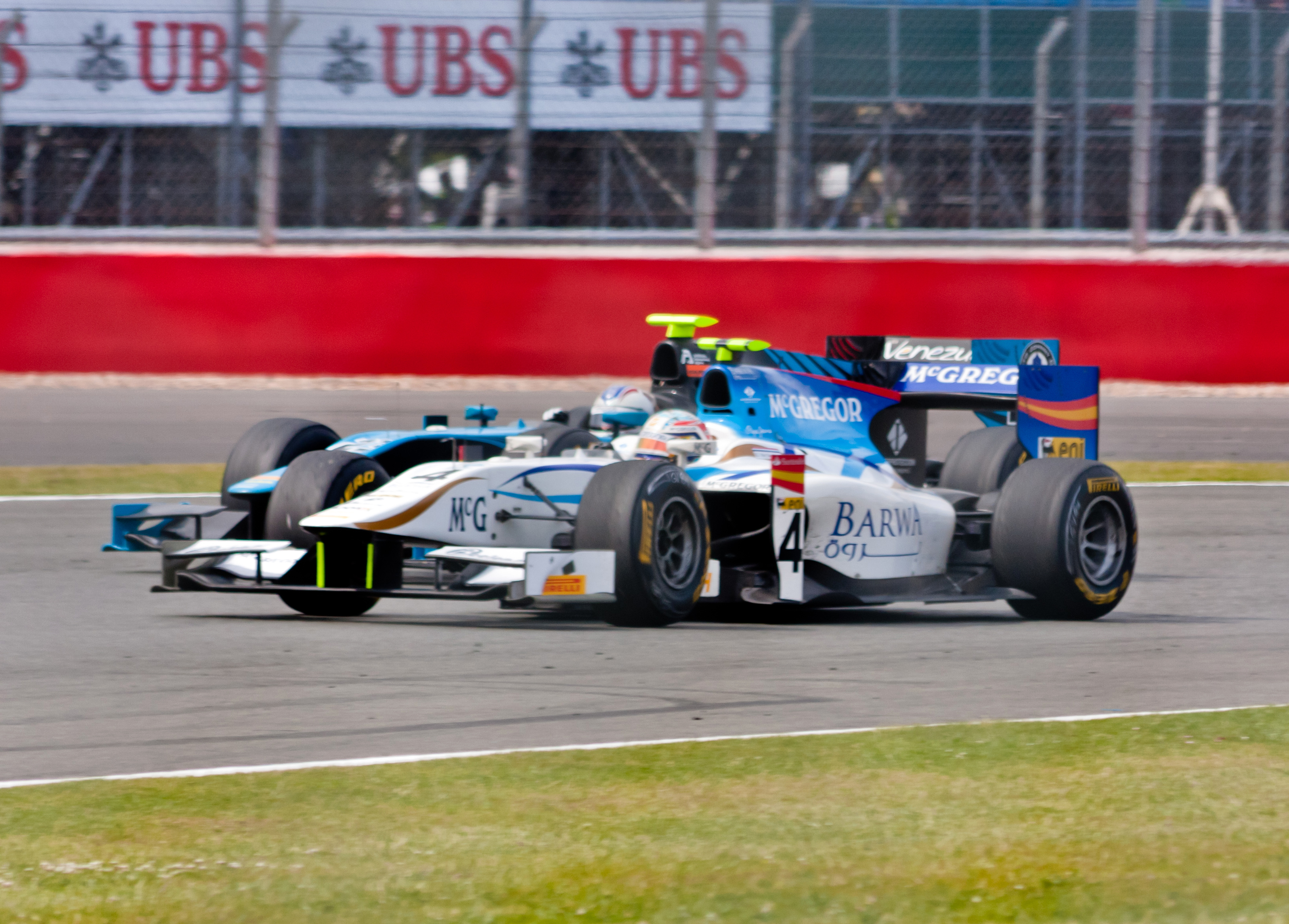
Giedo compitiendo en GP2 en 2011.

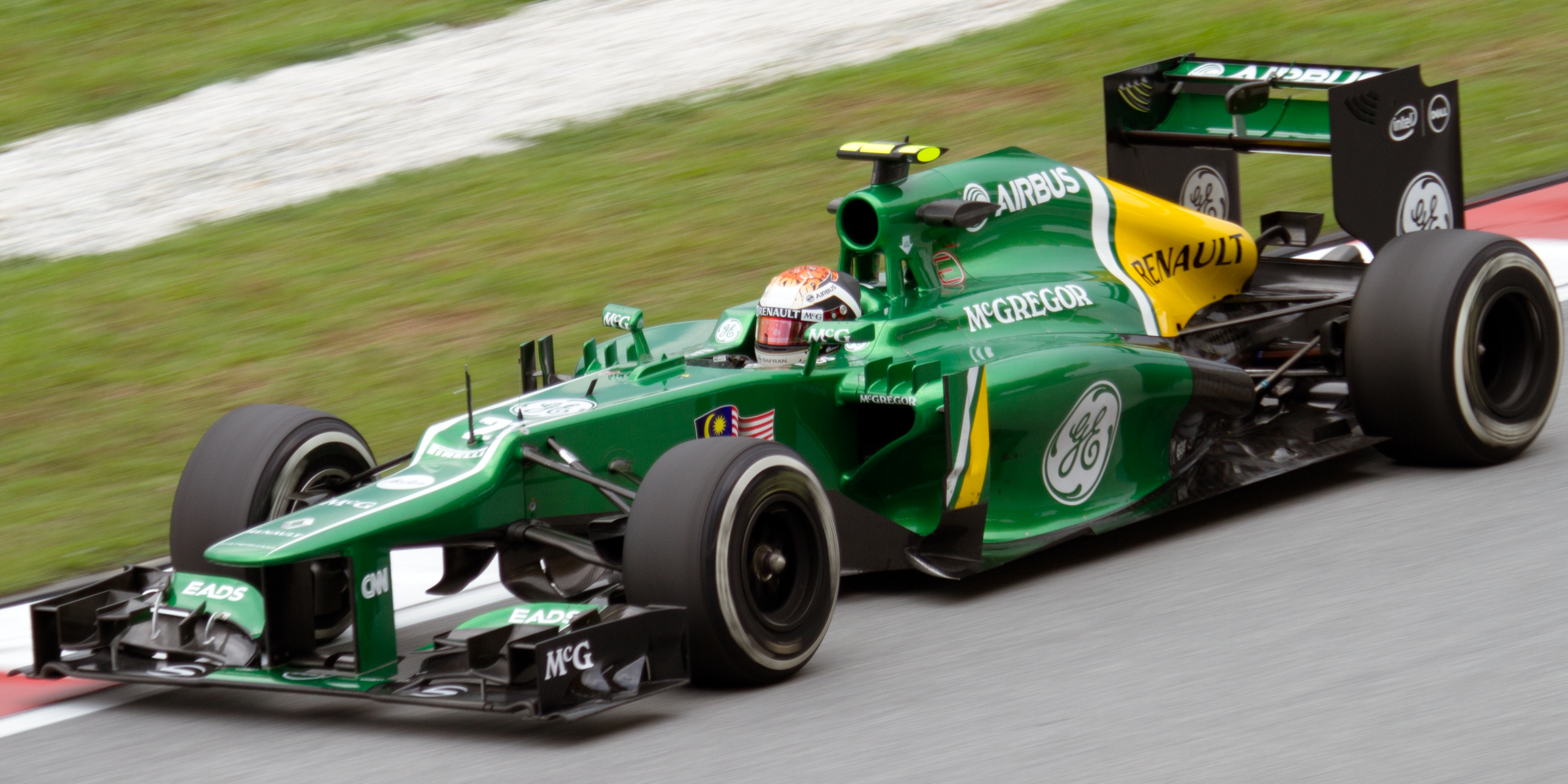
Giedo van der Garde pilotando el Caterham CT03.

Van der Garde inició su carrera automovilística a la edad de nueve años, cuando empezó en el karting en la categoría Mini Juniors y pronto se convirtió en bicampeón de Países Bajos. Desde los 12 años, empezó a competir en la escena internacional, con el equipo CRG Holland y durante los últimos tres años ha participado en la Fórmula 3 Euroseries con el equipo ASM.
En 2006, entró en el programa de apoyo de Jóvenes Pilotos de McLaren.
Al año siguiente, Giedo firmó contrato para ser el probador de Super Aguri, pero curiosamente después de tener firmado el contrato y de realizar su debut en Valencia con el equipo japonés, firma de repente como piloto probador para el equipo Spyker. Para la temporada 2008 trató de convertirse en segundo piloto de la escudería, pero finalmente se decantaron por Giancarlo Fisichella, por lo que continuó como probador de Spyker, que ahora pasa a llamarse Force India.
Firmó con el equipo iSport International para competir en la temporada 2008-09 de GP2 Asia Series y en la temporada 2009 de GP2 Series. En la carrera de sprint de Hungaroring consiguió su primera victoria en la GP2, aunque durante la temporada conseguiría 2 victorias más. Acabó 7º en el campeonato. 
En la temporada 2009-10 de GP2 Asia Series, van der Garde participó en las 2 carreras de Abu Dabi con el equipo Barwa-Addax, con el que también compite en la GP2 Series.
En la temporada 2011, Giedo termina 5º en el campeonato haciendo una primera gran mitad de temporada. En 2012 fue 6.º en el campeonato.

### Fórmula 1
En 2012, Van der Garde es confirmado como piloto reserva de Caterham, debutando con el Caterham CT01 en los entrenamientos libres del GP de China y posteriormente en otras cinco sesiones a final de temporada. Además, participará en los tests de jóvenes pilotos.
El 1 de febrero de 2013, Caterham confirma a Van der Garde como piloto oficial para el 2013. En 2014 fue piloto de pruebas de Sauber y puede probar el coche durante algunos entrenamientos libres.

#### Disputa legal con Sauber
En marzo de 2015, van der Garde inició acciones legales contra el equipo Sauber, alegando que firmaron un contrato, donde se establecía que el holandés sería uno de los pilotos oficiales del equipo para la 2015. En cambio, Sauber eligió a Marcus Ericsson y Felipe Nasr como sus pilotos. El 11 de marzo de 2015, un tribunal australiano confirmó un fallo anterior de un tribunal suizo a favor de que van der Garde tenía un contrato válido para 2015 con Sauber y que debía correr para el equipo en el primer Gran Premio de la temporada, el Gran Premio de Australia el 15 de marzo. Sin embargo, el 13 de marzo, se anunció que van der Garde abandonó la demanda y desistió de participar en el Gran Premio de Australia.
El 18 de marzo de 2015, van der Garde confirmó que él y Sauber se había llegado a un acuerdo después de que él renunció, de una vez por todas, su derecho a competir en la F1 con el equipo.  A cambio de la terminación del contrato por consentimiento mutuo, se informa de que van der Garde recibió una indemnización por un monto de 16 millones de dólares.

### Resistencia

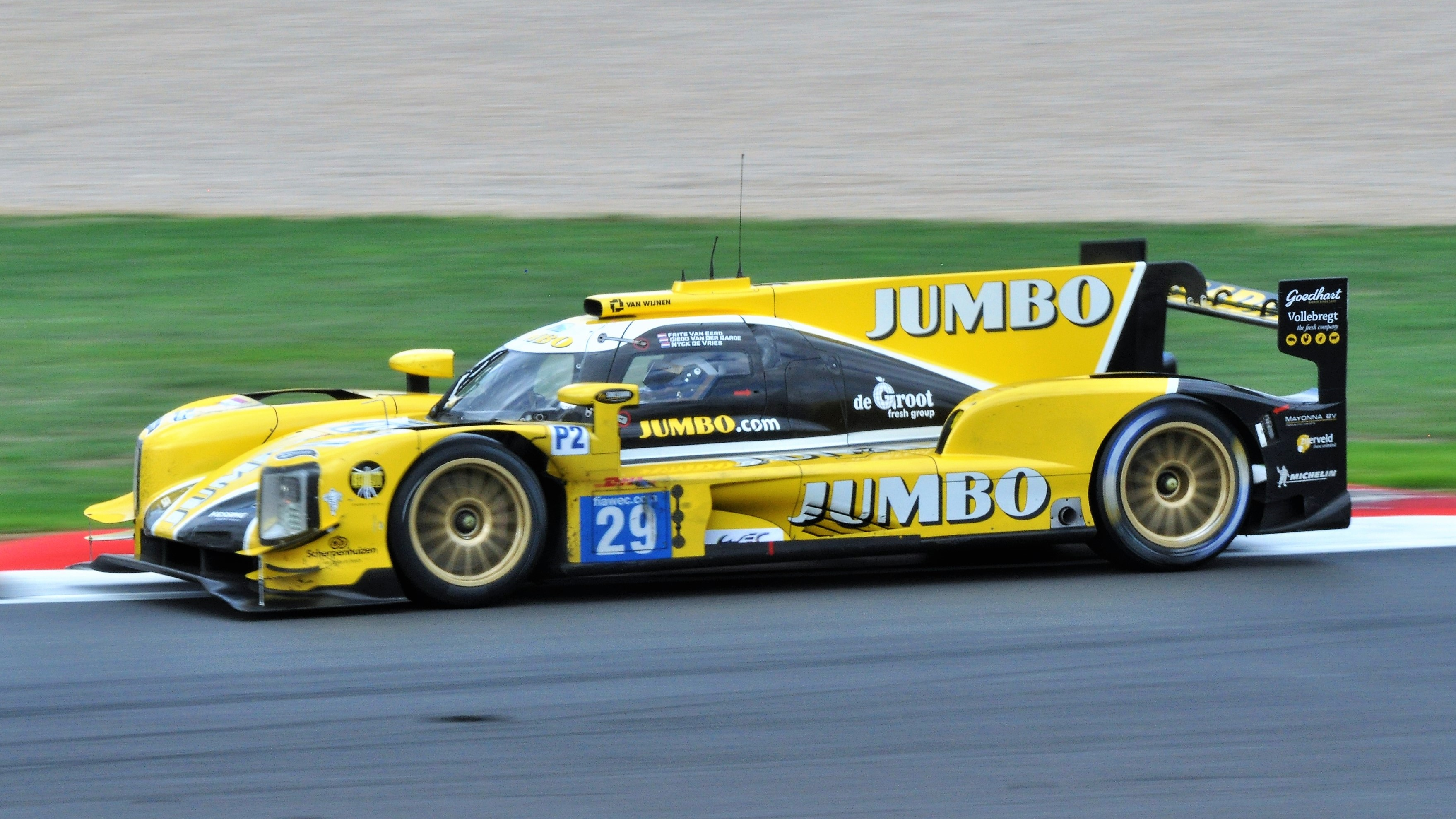
Giedo van der Garde en 2018, compitiendo con Racing Team Nederland.

En 2016, van der Garde fue piloto regular de la European Le Mans Series con un Gibson-Nissan de Jota Sport. Acompañando a Simon Dolan y Harry Tincknell, obtuvo dos victorias y cuatro podios en seis carreras, para consagrarse campeón en la clase LMP2. Además disputó cuatro carreras del Campeonato Mundial de Resistencia, logrando un sexto lugar y retiro en Spa-Francorchamps y las 24 Horas de Le Mans, respectivamente, con el equipo Jota, mientras que terminó cuarto en Fuji y quinto en Baréin, pilotando un Ligier-Nissan de Extreme Speed.
Al año siguiente, el neerlandés se tomó un receso de las pistas; solo compitió una fecha en una monomarca Audi como invitado. Retomó el Mundial de Resistencia con un contrato con Racing Team Nederland (Dallara) para la temporada 2018-19. Terminó 11.º las 24 Horas de Le Mans 2018.

## Resultados

### GP2 Series
(Clave) (negrita indica pole position) (cursiva indica vuelta rápida puntuable)

| Año  | Escudería            | 1   | 1   | 2   | 2   | 3   | 3   | 4   | 4   | 5   | 5   | 6   | 6   | 7   | 7   | 8   | 8   | 9   | 9   | 10  | 10  | 11  | 11  | 12  | 12  | Pos. | Puntos | Ref.   |
| ---- | -------------------- | --- | --- | --- | --- | --- | --- | --- | --- | --- | --- | --- | --- | --- | --- | --- | --- | --- | --- | --- | --- | --- | --- | --- | --- | ---- | ------ | ------ |
| 2009 | iSport International | BAR | BAR | MON | MON | EST | EST | SIL | SIL | NÜR | NÜR | BUD | BUD | VAL | VAL | SPA | SPA | MNZ | MNZ | ALG | ALG |     |     |     |     | 7.º  | 34     | [ 16 ] |
| 2009 | iSport International | 7   | 4   | NC  | 11  | 15  | 13  | Ret | 13  | 12  | Ret | 7   | 1   | 14  | Ret | 6   | 1   | 1   | 6   | Ret | 6   |     |     |     |     | 7.º  | 34     | [ 16 ] |
| 2010 | Barwa Addax Team     | BAR | BAR | MON | MON | EST | EST | VAL | VAL | SIL | SIL | HOC | HOC | BUD | BUD | SPA | SPA | MNZ | MNZ | YMC | YMC |     |     |     |     | 7.º  | 39     | [ 17 ] |
| 2010 | Barwa Addax Team     | 20  | 9   | 6   | 2   | 4   | 3   | 4   | 2   | 9   | 7   | 12  | 9   | 5   | 4   | 9   | 2   | Ret | Ret | Ret | 19  |     |     |     |     | 7.º  | 39     | [ 17 ] |
| 2011 | Barwa Addax Team     | EST | EST | BAR | BAR | MON | MON | VAL | VAL | SIL | SIL | NÜR | NÜR | BUD | BUD | SPA | SPA | MNZ | MNZ |     |     |     |     |     |     | 5.º  | 49     | [ 18 ] |
| 2011 | Barwa Addax Team     | 4   | 2   | 2   | Ret | Ret | 9   | 2   | 3   | 8   | 3   | 6   | Ret | 4   | 4   | Ret | 20  | 21  | 13  |     |     |     |     |     |     | 5.º  | 49     | [ 18 ] |
| 2012 | Caterham Racing      | KUA | KUA | SAK | SAK | SAK | SAK | BAR | BAR | MON | MON | VAL | VAL | SIL | SIL | HOC | HOC | BUD | BUD | SPA | SPA | MNZ | MNZ | SIN | SIN | 6.º  | 160    | [ 19 ] |
| 2012 | Caterham Racing      | 9   | 4   | Ret | 9   | 3   | 19  | 1   | 6   | 3   | 3   | 11  | 6   | 8   | 21† | 5   | 2   | 5   | 10  | 5   | 21  | Ret | 10  | 8   | 1   | 6.º  | 160    | [ 19 ] |

### GP2 Asia Series
(Clave) (negrita indica pole position) (cursiva indica vuelta rápida puntuable)

| Año     | Escudería        | 1    | 1    | 2    | 2    | 3    | 3    | 4    | 4    | 5   | 5   | 6    | 6    | Pos. | Puntos | Ref.   |
| ------- | ---------------- | ---- | ---- | ---- | ---- | ---- | ---- | ---- | ---- | --- | --- | ---- | ---- | ---- | ------ | ------ |
| 2008-09 | GFH Team iSport  | SHA  | SHA  | DUB  | DUB  | SAK1 | SAK1 | LOS  | LOS  | KUA | KUA | SAK2 | SAK2 | 12.º | 11     | [ 20 ] |
| 2008-09 | GFH Team iSport  | 10   | DNS  | 4    | C    | 7    | 14   | 12   | 8    | 14  | 10  | 5    | 7    | 12.º | 11     | [ 20 ] |
| 2009-10 | Barwa Addax Team | YMC1 | YMC1 | YMC2 | YMC2 | SAK1 | SAK1 | SAK2 | SAK2 |     |     |      |      | 34.º | 0      | [ 21 ] |
| 2009-10 | Barwa Addax Team |      |      | Ret  | 19   |      |      |      |      |     |     |      |      | 34.º | 0      | [ 21 ] |
| 2011    | Barwa Addax Team | YMC  | YMC  | IMO  | IMO  |      |      |      |      |     |     |      |      | 3.º  | 16     | [ 22 ] |
| 2011    | Barwa Addax Team | 5    | 23   | 2    | 3    |      |      |      |      |     |     |      |      | 3.º  | 16     | [ 22 ] |

### Fórmula 1
(Clave) (negrita indica pole position) (cursiva indica vuelta rápida)

| Año     | Escudería        | 1      | 2      | 3      | 4      | 5       | 6      | 7       | 8      | 9      | 10     | 11     | 12     | 13     | 14     | 15      | 16      | 17     | 18     | 19     | 20     | Pos. | Puntos |
| ------- | ---------------- | ------ | ------ | ------ | ------ | ------- | ------ | ------- | ------ | ------ | ------ | ------ | ------ | ------ | ------ | ------- | ------- | ------ | ------ | ------ | ------ | ---- | ------ |
| 2012    | Caterham F1 Team | AUS    | MYS    | CHN TD | BHR    | ESP     | MON    | CAN     | EUR    | GBR    | GER    | HUN    | BEL    | ITA    | SIN    | JPN TD  | RCO TD  | IND TD | ABU TD | USA    | BRA TD |      |        |
| 2013    | Caterham F1 Team | AUS 18 | MYS 15 | CHN 18 | BHR 21 | ESP Ret | MON 15 | CAN Ret | GBR 18 | GER 18 | HUN 14 | BEL 16 | ITA 18 | SIN 16 | RCO 15 | JPN Ret | IND Ret | ABU 18 | USA 19 | BRA 18 |        | 22.º | 0      |
| 2014    | Sauber F1 Team   | AUS    | MYS    | BHR TD | CHN TD | ESP TD  | MON    | CAN     | AUT    | GBR TD | GER TD | HUN    | BEL TD | ITA TD | SIN    | JPN     | RUS     | USA    | BRA    | ABU    |        |      |        |
| Fuente: |                  |        |        |        |        |         |        |         |        |        |        |        |        |        |        |         |         |        |        |        |        |      |        |

### Campeonato Mundial de Resistencia de la FIA
(Clave) (negrita indica pole position) (cursiva indica vuelta rápida)

| Año     | Escudería                 | Clase | Automóvil           | 1   | 2   | 3   | 4   | 5   | 6   | 7   | 8   | 9   | Pos. | Puntos | Ref.   |
| ------- | ------------------------- | ----- | ------------------- | --- | --- | --- | --- | --- | --- | --- | --- | --- | ---- | ------ | ------ |
| 2016    |                           | LMP2  |                     | SIL | SPA | LMS | NÜR | MEX | COA | FUJ | SHA | BHR | 21.º | 30     | [ 24 ] |
| 2016    | G-Drive Racing            | LMP2  | Oreca 05-Nissan     |     | 6   | Ret |     |     |     |     |     |     | 21.º | 30     | [ 24 ] |
| 2016    | Extreme Speed Motorsports | LMP2  | Ligier JS P2-Nissan |     |     |     |     |     |     | 4   |     | 5   | 21.º | 30     | [ 24 ] |
| 2018-19 | Racing Team Nederland     | LMP2  | Dallara P217-Gibson | SPA | LMS | SIL | FUJ | SHA | SEB | SPA | LMS |     | 6.º  | 85     | [ 25 ] |
| 2018-19 | Racing Team Nederland     | LMP2  | Dallara P217-Gibson | 7   | 5   | 5   | 7   | 5   | 5   | 5   | 5   |     | 6.º  | 85     | [ 25 ] |
| 2019-20 | Racing Team Nederland     | LMP2  | Oreca 07-Gibson     | SIL | FUJ | SHA | BHR | COA | SPA | LMS | BHR |     | 6.º  | 130    | [ 26 ] |
| 2019-20 | Racing Team Nederland     | LMP2  | Oreca 07-Gibson     | 3   | 1   | 5   | 5   | 5   | 3   | 6   | 3   |     | 6.º  | 130    | [ 26 ] |

### 24 Horas de Le Mans
| Año     | Equipo                | Copilotos                     | Automóvil           | Clase | Vueltas | Pos. | Pos. Clase |
| ------- | --------------------- | ----------------------------- | ------------------- | ----- | ------- | ---- | ---------- |
| 2016    | G-Drive Racing        | Jake Dennis Simon Dolan       | Gibson 015S-Nissan  | LMP2  | 222     | DNF  | DNF        |
| 2018    | Racing Team Nederland | Jan Lammers Frits van Eerd    | Dallara P217-Gibson | LMP2  | 356     | 11.º | 7.º        |
| 2019    | Racing Team Nederland | Frits van Eerd Nyck de Vries  | Dallara P217-Gibson | LMP2  | 340     | 27.º | 15.º       |
| 2020    | Racing Team Nederland | Nyck de Vries Frits van Eerd  | Oreca 07-Gibson     | LMP2  | 349     | 19.º | 15.º       |
| 2021    | Racing Team Nederland | Job van Uitert Frits van Eerd | Oreca 07-Gibson     | LMP2  | 356     | 16.º | 11.º       |
| 2023    | Graff Racing          | Roberto Lacorte Patrick Pilet | Oreca 07-Gibson     | LMP2  | 303     | 37.º | 17.º       |
| Fuente: |                       |                               |                     |       |         |      |            |